# Armée de Beiyang
Pour les articles homonymes, voir Beiyang, Armée chinoise (homonymie) et Armée du Nord-Ouest.
L'armée de Beiyang ou armée du nord-ouest  (chinois traditionnel : 北洋軍 ; pinyin : Běiyáng-jūn, ce qui signifie « Armée de l'océan du nord »), était une puissante armée chinoise de type occidental créée par le gouvernement de la dynastie des Qing à la fin du XIXe siècle. C'est la pièce centrale de la refonte générale du système militaire chinois. L'Armée du nord-ouest joue un rôle majeur dans la politique chinoise pendant au moins trois décennies, et peut-être même jusqu'en 1949. C'est elle qui rend possible la révolution chinoise de 1911, et qui conduit, lorsqu'elle se morcèle en factions au service des différents Seigneurs de la guerre (军阀, jūnfá en mandarin), à une période de morcellement régional de la Chine.

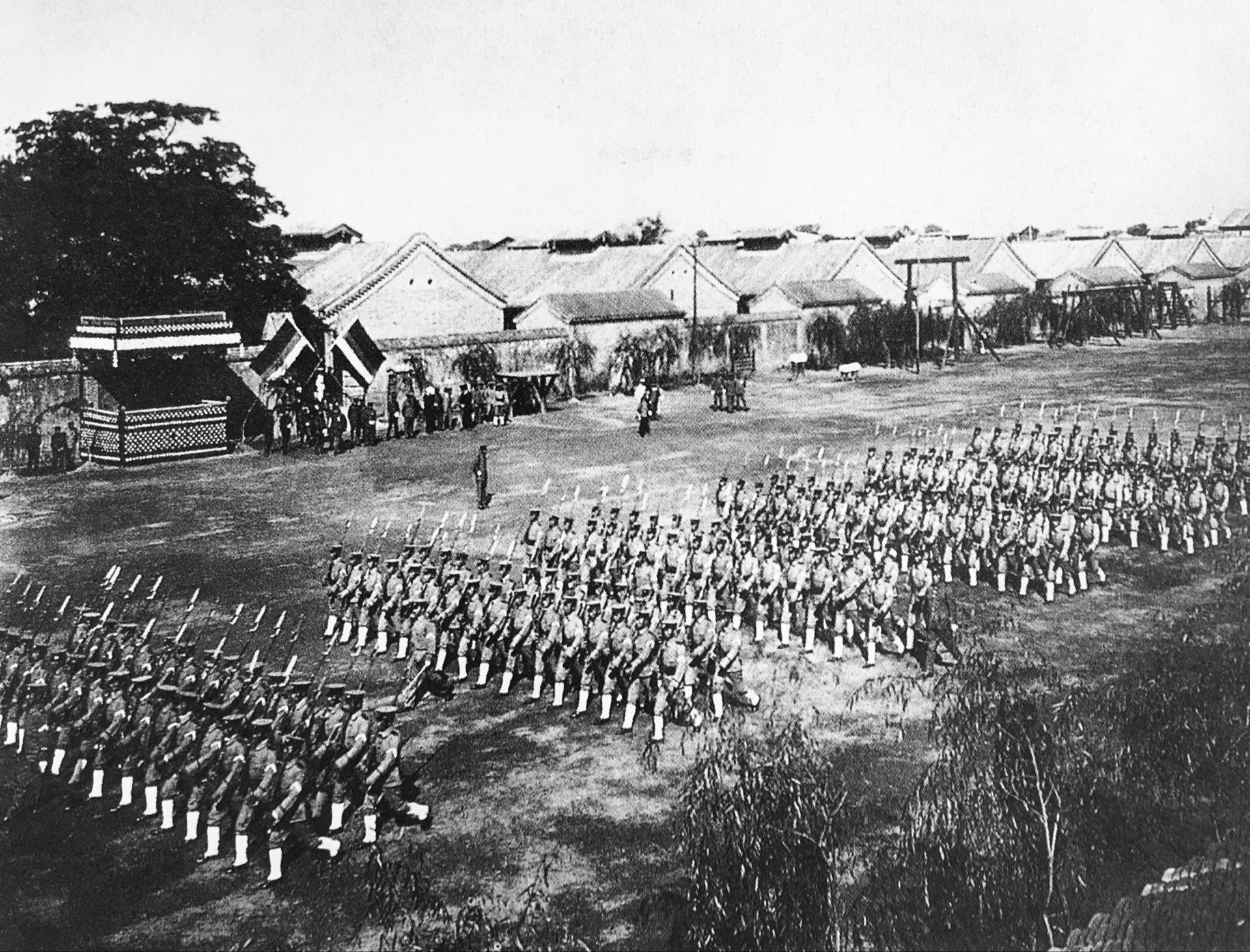
Armée de Beiyang à l'entraînement

## Création par Li Hongzhang (jusqu'en 1900)

Déroute de l'armée chinoise face aux Japonais à la bataille de Pyongyang, dessin de Schönberg, 1894.

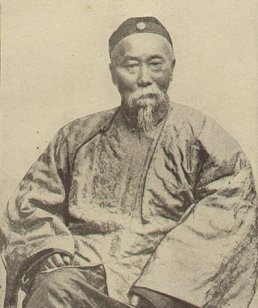
Li Hongzhang (5 février 1823 - 7 novembre 1901), qui fonda l'Armée de Beiyang

L'Armée de Beiyang, connue en France sous le nom d'Armée du Pé-tchi-li, est constituée à partir de l'armée de l'Anhui créée par Li Hongzhang, qui entre en action pour la première fois lors de la révolte des Taiping. À la différence de l'Armée de l'Étendard Vert ou des Bannières des Qing, l'armée de l'Anhui est fondamentalement une milice qui s'appuie sur des loyautés personnelles plutôt qu'institutionnelles. L'armée de l'Anhui est tout d'abord équipée d'un armement composite comprenant des armes traditionnelles et des armes modernes. Son créateur, Li Hongzhang, utilise les droits de douane et les impôts des cinq provinces qu'il contrôle pour moderniser une partie de l'armée de l'Anhui dans les années 1880 à 1900, et pour construire une flotte moderne (la Flotte du nord-ouest).
En 1889, elle est réorganisée en un corps de campagne, fort de 43 000 hommes, dans la province de Zhili (Petchili) qui entoure la capitale. En 1898, son effectif est élevé à 57 000 hommes, dont 5 000 cavaliers, en 5 divisions dont une reste sous le commandement personnel de Li Hongzhang. Recrutée parmi les meilleurs éléments des Huit Bannières, elle est complètement distincte des garnisons des Bannières affectées à la garnison de Pékin et des palais impériaux environnants, ainsi que des troupes de l'Étendard Vert chargées de missions de gendarmerie dans cette  province.
Vers le milieu des années 1890, l'Armée de Beiyang est devenue la meilleure formation régionale que la Chine peut aligner. Lors de la première guerre sino-japonaise (1894-1895), c'est presque exclusivement l'Armée de Beiyang qui combat, sans le soutien des forces des autres provinces. La flotte de Beiyang est également engagée pendant cette guerre et elle comprend deux navires de guerre de type pré-dreadnought ; elle est écrasée par la marine impériale japonaise, plus légère, et armée de canons à tir rapide remarquablement servis par leur équipage. De la même façon, sur terre, l'armée de conscrits du Japon, formée à l'allemande, et encadrée par des officiers formés dans les académies militaires, écrase promptement l'Armée de Beiyang.

## Sous l'autorité de Yuan Shikai (1901–1908)
Li Hongzhang meurt en 1901. Son remplaçant Yuan Shikai reprend les fonctions de celui-ci comme vice-roi du Zhili et ministre du nord-ouest (北洋通商大臣). Yuan Shikai a reçu en 1895 le commandement de l'Armée nouvellement créée, qui ne fait alors que la taille d'une brigade. Plusieurs de ses officiers deviennent plus tard des figures marquantes de la période des Seigneurs de la guerre. On compte parmi eux Zhang Xun, qui essaiera en 1917 de restaurer la dynastie des Qing, Xu Shichang qui sera président de la République de Chine de 1918 à 1922, Cao Kun, président de 1922 à 1924 et chef de la clique militaire du Zhili, Duan Qirui, « premier ministre » intermittent pendant une grande partie de la période 1916 - 1920 et chef de la clique militaire de l'Anhui, et Feng Guozhang, président en 1917 et 1918 et fondateur de la clique du Zhili.
Yuan Shikai supervise la réforme de fond des institutions militaires Qing après 1901. Il fonde l'Académie militaire de Baoding, ce qui lui permet de développer l'Armée de Beiyang.
Avec la création de la Commission pour la réorganisation de l'armée en décembre 1903, l'armée de Beijang devient le modèle sur la base duquel les forces militaires des autres provinces doivent être standardisées. En 1905, Yuan Shikai augmente les effectifs de l'armée de Beiyang jusqu'à six divisions. En octobre, il fait effectuer des manœuvres près de Hejian dans le Zhili central en utilisant la ligne de Pékin à Hankou (en)  qui vient d'être terminée. Des exercices similaires se déroulent l'année suivante avec l'armée de Zhang Zhidong qui se trouve dans le Hubei. L'opinion unanime des observateurs étrangers est que l'armée de Beiyang est la plus grande, la mieux équipée et la mieux entraînée des forces militaires existant à l'époque, à l'exception des forces occidentales et coloniales.

Chemins de fer et concessions étrangères en Chine, carte allemande de 1901.

## L'Armée de Beiyang sous le contrôle mandchou (1909–1910)
L'impératrice douairière Cixi meurt le 15 novembre 1908 ; Puyi, le « dernier empereur », âgé de trois ans, lui succède sur le trône. Le nouveau régent, le deuxième prince Chun (醇親王), révoque Yuan Shikai la même année. Yuan Shikai ronge son frein pendant sa retraite forcée, maintenant soigneusement son réseau de contacts personnels dans l'Armée de Beiyang. Lorsqu'éclate la révolution de 1911, le commandement de l'Armée de Beiyang est en principe sous le commandement du ministre mandchou Yinchang.
En réalité, Yuan Shikai peut encore en tirer les ficelles grâce aux liens personnels qu'il entretient avec les officiers de l'armée. Quatre divisions se trouvent au Zhili, la troisième division étant en Mandchourie et la cinquième dans le Shandong. Pratiquement tous les officiers sont ethniquement des Chinois, dont beaucoup qui ont effectué leurs études au Japon. L'armement non standardisé reste supérieur de ce point de vue à la situation précédente, ou d'ailleurs à la situation qui suit. L'essentiel de l'infanterie est armée, soit du fusil japonais Type 30, modèle standard de 1896, soit du Gewehr 98 calibre 7,92 mm.

## La révolution de 1911

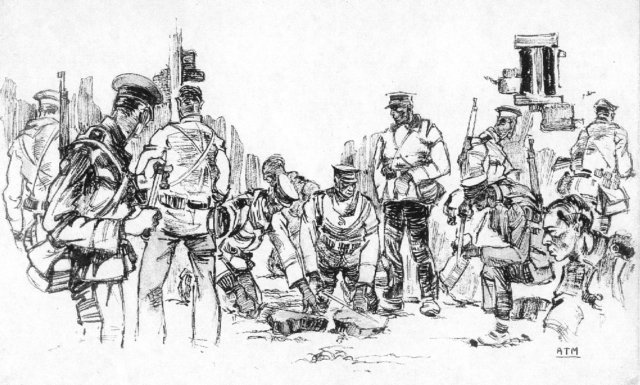
Soldats chinois aiguisant leurs couteaux et baïonnettes pour venger leur colonel mutilé près de Nankin en 1911, dessin d'Arman Manookian, v.1920.

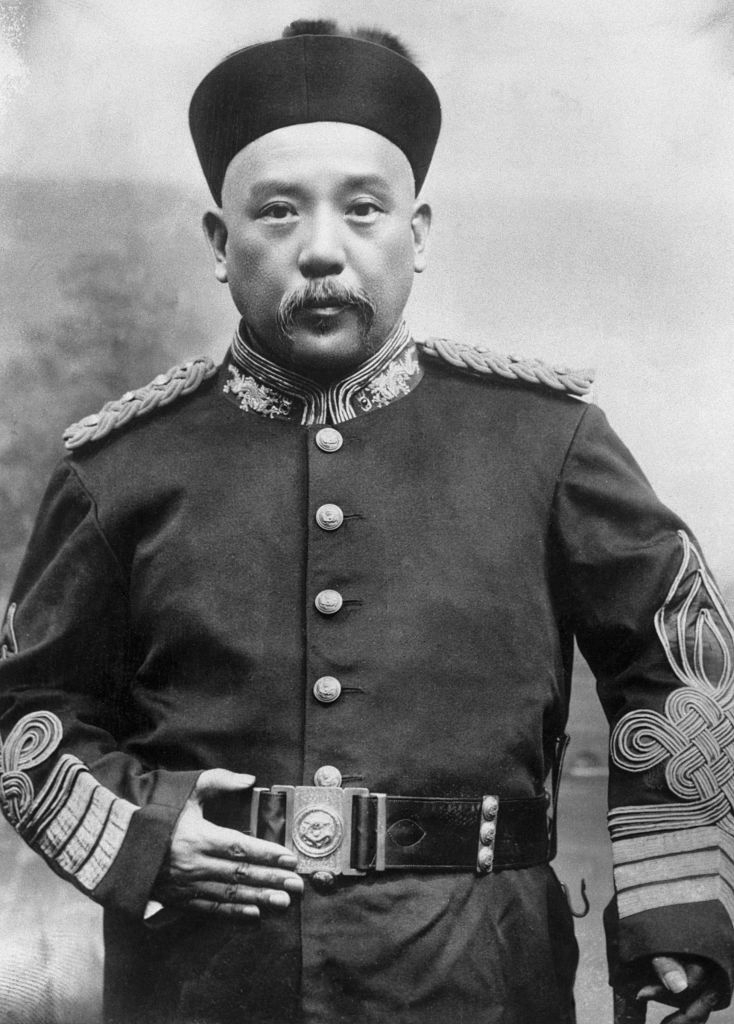
Yuan Shikai, qui s'appuya sur l'Armée de Beiyang pour se faire élire Président de la république

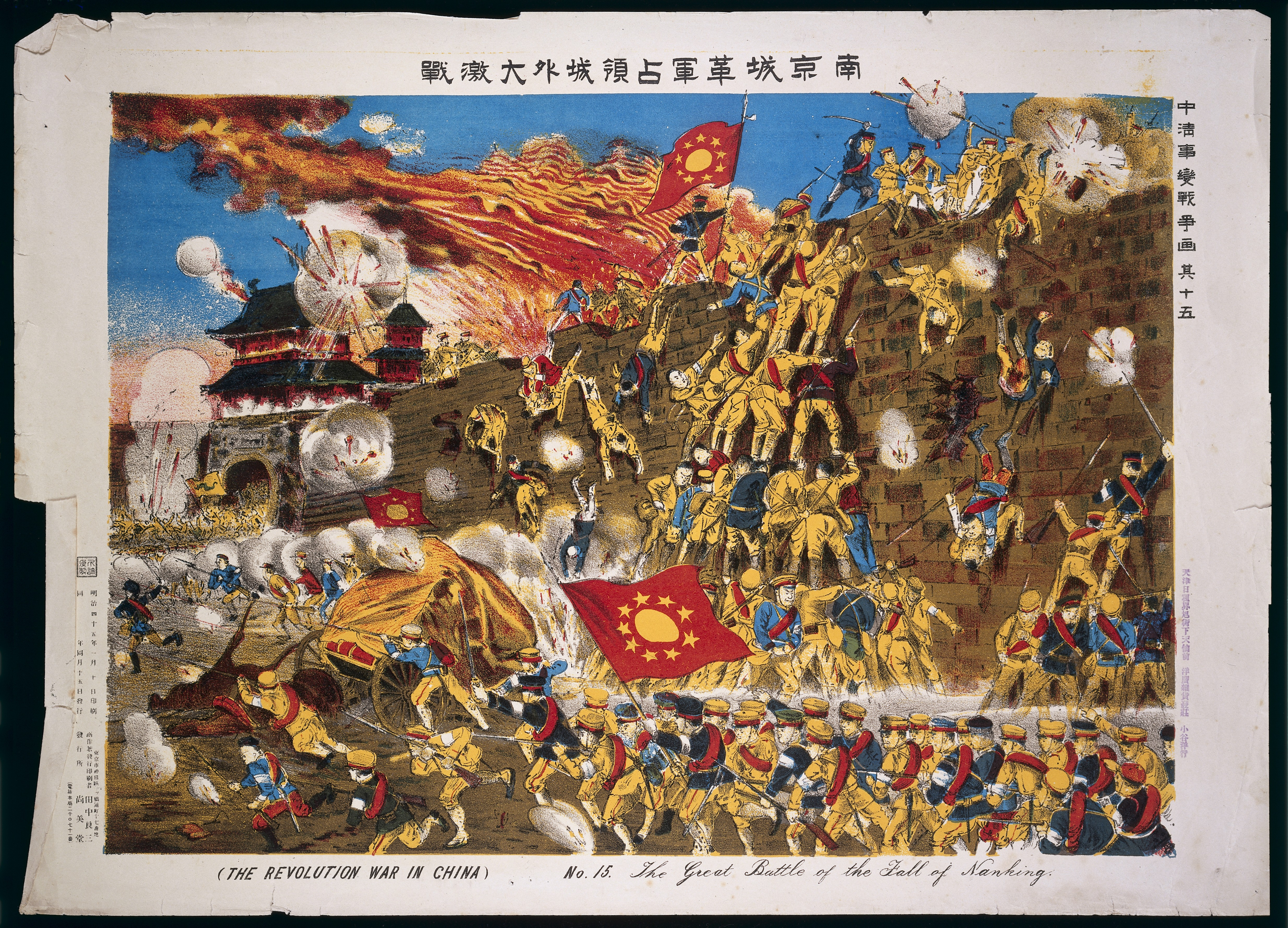
Prise de Nankin, estampe chinoise, 1911.

Les évènements de la révolution démontrent que l'Armée de Beiyang, qui forme le noyau dur de la Nouvelle Armée, forte de 36 divisions, est sans conteste la force militaire dominante en Chine. Le contrôle des loyautés divergentes des différentes unités composant cette armée est donc essentiel pour détenir le pouvoir dans la Chine d'après 1911. L'insurrection qui est le point de départ de la révolution de 1911 éclate à Wuchang le 10 octobre. Le 12 octobre, Yinchang reçoit l'ordre d'amener deux divisions de l'Armée de Beiyang par le chemin de fer Pékin-Hankou pour réprimer le soulèvement de Wuchang. Il attaque l'armée révolutionnaire commandée par Huang Xing le 27 octobre.
Couverte par sa propre artillerie de campagne et les canons de marine de la flotte impériale, l'infanterie de l'Armée de Beiyang attaque par des escarmouches suivies d'un rideau de troupes en rangs serrés. Ce genre de tactique est bientôt condamné par les combats intenses que l'on voit lors de la Première Guerre Mondiale, mais contre une armée révolutionnaire indisciplinée et dépourvue de mitrailleuses, cette tactique fonctionne parfaitement.
Le même jour, Yuan Shikai reçoit l'ordre de prendre le commandement des forces de Wuchang. Il refuse, et nomme à la place ses deux adjoints les plus loyaux, Feng Guozhang et Duan Qirui, à des postes de commandement importants. Les combats continuent dans le Hubei pendant encore un mois, pendant qu'Yuan Shikai négocie simultanément avec la dynastie des Qing et avec les révolutionnaires, en se servant de l'Armée de Beiyang comme moyen de pression. Le résultat final est son élection comme président provisoire de la République de Chine.

## La clique de l'Armée de Beiyang au pouvoir (1911-1915)
Pendant la période allant de 1911 à 1915, Yuan Shikai demeure le seul homme capable de conserver l'unité de l'Armée de Beiyang. Lui et ses partisans résistent fortement à toute tentative du Kuomintang pour placer des éléments extérieurs dans la chaîne de commandement de l'Armée du nord-ouest.

Ils négocient un prêt de 25 millions de livres sterling auprès d'un consortium de banques pour soutenir l'Armée de Beiyang, en dépit du tollé que cela soulève dans le Guomindang.
En 1913, Yuan Shikai nomme quatre de ses loyaux généraux comme gouverneurs militaires des provinces du sud : Duan Qirui dans l'Anhui, Feng Guozhang dans le Jiangsu, Li Shun dans le Jiangxi, et Tang Xiangming dans le Hunan. La clique militaire unifiée de l'Armée de Beiyang a désormais atteint son extension territoriale maximum. Elle exerce un contrôle solide sur la Chine du nord et les provinces du Yangzi Jiang. Tout au long de l'année 1914, elle soutient Yuan Shikai dans les différentes révisions de la constitution qu'il fait pour se doter de nouveaux pouvoirs pour pouvoir faire la guerre et signer des traités, ainsi que d'importants pouvoirs en cas de situation d'urgence.
En décembre 1915, Yuan Shikai se proclame lui-même empereur. Ceci est immédiatement contesté par tous les généraux et officiers de l'Armée de Beiyang, en commençant par Feng Guozhang et Duan Qirui eux-mêmes. Plus important encore, de nombreuses provinces périphériques telles que le Yunnan s'opposent à lui. Yuan Shikai est alors contraint d'abandonner ses projets impériaux. Tant Duan Qirui que Feng Guozhang refusent de le soutenir plus avant, et le seul général d'importance de l'Armée de Beiyang à continuer à le soutenir est Zhang Xun. Yuan Shikai meurt peu après ; à la suite de sa mort, l'Armée de Beiyang se morcèle en diverses cliques conduites par ses principaux anciens protégés. Les principales sont celle de Duan Qirui dans l'Anhui, et celle du Zhili (fondée par Feng Guozhang, puis reprise par Cao Kun et Wu Peifu après la mort de Feng). Désunies, les forces de l'Armée de Beiyang voient s'opposer à elles des forces régionales telles que celles de Yan Xishan dans le Shaanxi et de Zhang Zuolin dans le Fengtian.

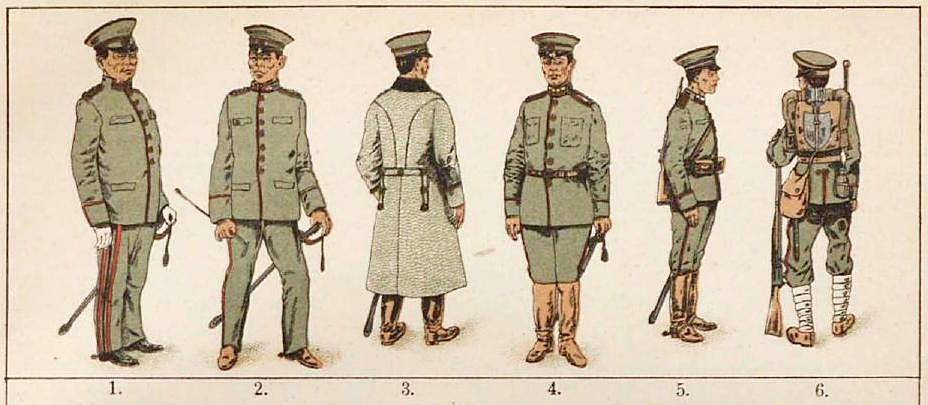
Uniformes de l'armée chinoise : 1) général. - 2) officier de d'état-major d'infanterie. - 3) officier supérieur en manteau. - 4) sous-officier d'artillerie. - 5) Soldat de la cavalerie. - 6) Soldat de l'infanterie. Encyclopédie militaire russe, 1913.

## L'éclatement de l'Armée de Beiyang (1916-1918)

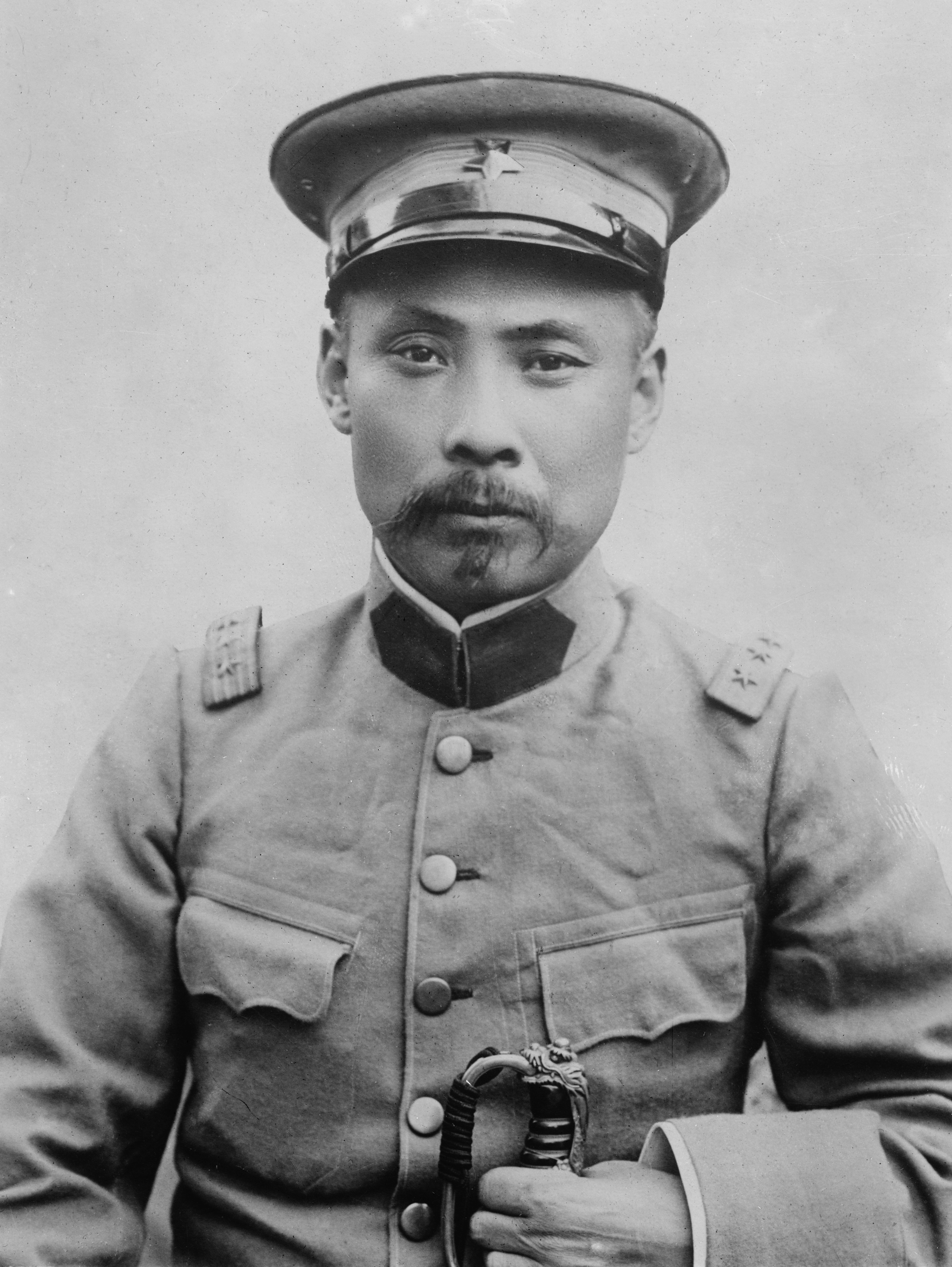
Duan Qirui, l'un des seigneurs de la guerre les plus puissants.

La pression des officiers supérieurs de l'Armée du nord-ouest interdit à une quelconque personnalité politique de la gauche de s'emparer du pouvoir dans le gouvernement de la  République de Chine.
Près d'une décennie après la mort de Yuan, l'ordre du jour des principaux Seigneurs de la guerre de l'Armée de Beiyang est de réunifier la Chine en refaisant tout d'abord l'unité de l'Armée de Beiyang, pour conquérir ensuite les armées provinciales secondaires.
À partir du milieu de l'année 1916, le général ultra-conservateur Zhang Xun parvient à maintenir pour un temps l'unité de l'Armée de Beiyang, grâce à des négociations avec ses pairs. Comme l'avait fait Yuan Shikai, les généraux de l'Armée de Beiyang se servent de leur puissance militaire pour intimider le parlement, de manière qu'il vote les lois qu'ils souhaitaient. À la suite d'un désaccord avec le président Li Yuanhong au sujet d'un prêt accordé par le Japon au début de 1917, Duan Qirui, suivi par la plupart des généraux de l'Armée de Beiyang, proclame son indépendance vis-à-vis du gouvernement. Zhang Xun occupe alors Pékin avec son armée, et, le 1er juillet, choque le monde politique chinois en proclamant la restauration de la dynastie des Qing. Tous les autres généraux condamnent cette proclamation, et la restauration s'effondre bientôt. L'élimination de Zhang Xun peu de temps après détruit l'équilibre du pouvoir entre les factions rivales de Feng Guozhang et de Duan Qirui, et inaugure une période où les Seigneurs de la guerre dominent la scène politique chinoise.
Feng Guozhang s'en va à Pékin pour exercer la présidence après s'être assuré de la nomination de ses protégés au commandement militaire du Jangxi, du Hubei et du Jiangsu. Ces trois provinces deviennent la base de la puissance militaire de la clique du Zhili. Duan Qirui retrouve sa position de premier ministre ; sa clique de l'Anhui (parfois appelée « de l'Anfu ») domine la région de Pékin. Utilisant des fonds japonais pour édifier sa soi-disant « Armée de la participation à la guerre », Duan Qirui continue à lutter contre Feng Guozhang.
Celui-ci est finalement éliminé de la vie politique en 1918, lorsque Xu Shichang, l'homme d'État le plus âgé de l'Armée de Beiyang, devient président. Son adjoint, Cao Kun, le remplace à la tête de la clique du Zhili. À la fin de la Première guerre mondiale, Duan Qirui domine la délégation chinoise lors du Traité de Versailles ; il utilise la conférence de paix de Shanghai en 1919 pour exercer une pression sur les militaristes qui n'appartiennent pas à l'Armée de Beiyang et qui soutiennent le gouvernement de Sun Yat-sen dans le Guangzhou. Il continue à recevoir des fonds du Japon pour son armée (rebaptisée « Armée de défense nationale »), pour laquelle il est prêt à accorder au Japon les droits qu'ont eu les Allemands dans le Shandong (voir Mouvement du 4 Mai).

## Les Seigneurs de la guerre
Avant mai-juin 1919, un mélange de négociation et de combats entre les principaux chefs de l'Armée de Beiyang devait en bonne logique permettre l'unification militaire, ce qui, à son tour, devait permettre le retour aux processus constitutionnels qu'Yuan Shikai avait interrompu. En 1919, les cliques des trois groupes militaires principaux du nord se sont consolidées, deux d'entre elles — Anhui et Zhili — directement à partir de l'Armée de Beiyang, et la troisième — Fengtian, sous les ordres de Zhang Zuolin — à partir d'un amalgame de troupes de l'Armée de Beiyang et de troupes locales. Elles sont prêtes, tout comme leurs imitatrices à plus petite échelle, à obtenir de l'argent et des armes de n'importe quelle source pour pouvoir survivre, et les factions les plus faibles s'allient alors contre les plus fortes.
L'histoire des principaux Seigneurs de la guerre jusqu'en 1925 met en lumière l'échec de tous les commandants militaires de Chine à centraliser le pouvoir militaire et politique. Dans une situation rappelant la période des Cinq Dynasties et des Dix Royaumes, la plus grande partie du sud de la Chine reste en dehors du contrôle de Pékin : c'est là que vont se développer à la fois le Guomindang et le Parti communiste chinois.

## L'expédition du nord

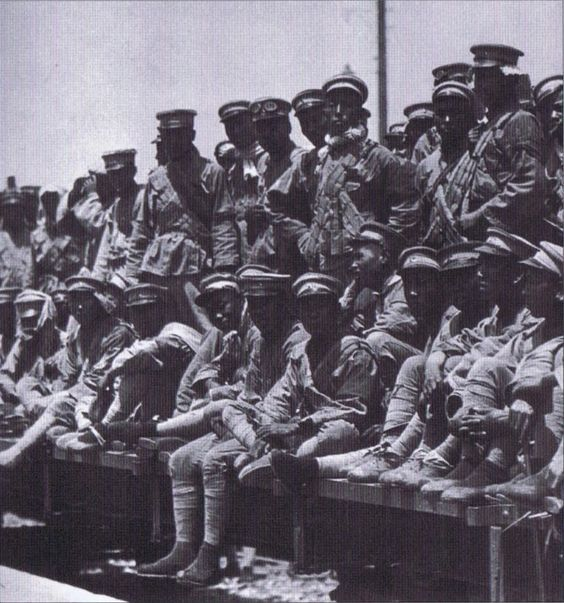
Soldats de l'Armée de Beiyang battant en retraite par chemin de fer devant l'avance de l'armée du Kuomintang, 1927.

Le Kuomintang met sur pied l'Armée nationale révolutionnaire, avec l'aide de l'Union soviétique et du Parti communiste chinois. Tchang Kaï-chek lance alors l'expédition du nord en 1926 pour s'efforcer de mettre les Seigneurs de la guerre sous son contrôle.
Certains des seigneurs de la guerre de l'Armée de Beiyang sont vaincus par l'Armée nationale révolutionnaire, qui prend peu à peu la place dominante en Chine. La période des seigneurs de la guerre se termine officiellement en 1928, quand la plupart des seigneurs de la guerre sont soit vaincus, soit contraints à s'allier avec le Kuomintang, même si cette alliance est souvent uniquement sur le papier. À cette date, la Guerre civile chinoise, qui résulte des désaccords entre Tchang Kaï-chek et les communistes, a déjà commencé. En 1930, les Guerres des plaines centrales commencent lorsque certains des seigneurs de la guerre alliés, mécontents de la politique du Kuomintang, tentent de renverser Tchang Kaï-chek. Ces seigneurs de la guerre échouent finalement, mais l'absence de toute coopération et la rivalité qui continuent tout au long des années suivantes finissent par provoquer l'échec de Tchang Kaï-chek en Chine continentale en 1949.

## Source
- (en) Cet article est partiellement ou en totalité issu de l’article de Wikipédia en anglais intitulé « Beiyang Army » (voir la liste des auteurs).